# Timmermans Geuze
Timmermans Geuze is een verzamelnaam voor een aantal Belgische lambiek-, geuze- en faro-bieren. De bieren worden gebrouwen door Brouwerij Timmermans (sinds 1993 eigendom van brouwerij John Martin) te Itterbeek.

## Achtergrond
Brouwerij Timmermans brouwt reeds meer dan 300 jaar lambiek. De brouwerij is een van de tien leden van de Hoge raad voor ambachtelijke lambikbieren (Hora).
Alle bieren die tot Timmermans Geuze behoren, vallen onder een door de Europese Unie beschermd label of Gegarandeerde traditionele specialiteit (GTS).

## De bieren
De huidige Timmermans Geuze-bieren bestaan nog niet erg lang en kwamen ter vervanging van vroegere bieren, zoals de Timmermans Caveau Gueuze, die in stilte verdwenen.
- Timmermans Gueuze Lambic is een geuze met een alcoholpercentage van 5%. Het bier is een menging van jonge en oude lambiek. Lambiek is door het Vlaams Centrum voor Agro- en Visserijmarketing (VLAM) erkend als streekproduct.[5]
- Timmermans Oude Gueuze is een oude geuze met een alcoholpercentage van 5,5%. Oude lambiek die 3 jaar in houten vaten heeft gerijpt, wordt vermengd met jonge lambiek. Zo ontstaat spontane gisting. Na botteling gist het bier nog vier maanden in de fles. Het kan meer dan 20 jaar bewaard worden.[6][7] Het bier wordt slechts gelimiteerd geproduceerd op flessen van 37,5cl en 75cl. Timmermans Oude Gueuze werd gelanceerd in 2009.
- Timmermans Faro Lambic is een faro met een alcoholpercentage van 4%. Het bier is een menging van lambiek met water en kandijsuiker. Faro is door het Vlaams Centrum voor Agro- en Visserijmarketing (VLAM) erkend als streekproduct.[8]